# Antibiotique bêta-lactamine

Structure des pénicillines (haut) et des céphalosporines (bas). Le cycle bêta-lactame est en rouge

Les bêta-lactamines (β-lactamines) ou antibiotiques β-lactame sont une large classe d'antibiotiques qui comprennent les dérivés de la pénicilline, les céphalosporines, les monobactames, les carbapénèmes et les inhibiteurs de la β-lactamase, en bref, tout antibiotique qui contient un noyau β-lactame dans sa structure moléculaire. Le terme β-lactamine, contraction d’amine et β-lactame. Donc toutes les molécules sauf les carbapénèmes sont des β-lactamines, celles-ci ne possédant pas l’azote en 3 sont des β-lactames mais pas des β-lactamines.
Ces molécules possèdent un noyau (cycle bêta-lactame) qui est la partie efficace de la molécule. Des variations au niveau de la chaîne latérale naturelle ou greffée permettent de modifier les propriétés de la molécule antibiotique.
Par exemple, l'apport d'une chaîne greffée entraîne une résistance aux acides (suc gastrique) et permet l'ingestion de l'antibiotique par voie orale. Cette méthode augmente la diversité et le spectre d'action en contournant des résistances des bactéries et de leurs enzymes de dégradation (bêta-lactamases).
Parmi les antibiotiques disponibles, c'est le groupe le plus utilisé.

## Usage clinique
Les bêta-lactamines sont le traitement de référence de nombreuses infections. Elles sont particulièrement efficaces contre la majorité des bactéries Gram positives, certaines bêta-lactamines ont un spectre élargi à diverses bactéries Gram négatives. En raison de leur usage très courant en médecine de ville comme à l’hôpital de nombreuses résistances ont vu le jour. Par exemple certains pneumocoques de sensibilité diminuée à la pénicilline (PSDP) ont développé une résistance par la modification des protéines qui se lient à la pénicilline. Il faut alors augmenter les doses de bêta-lactamines ou leur substituer de la vancomycine ou de la rifampicine.

## Mode d'action
L'action antibactérienne des pénicillines provient de leur liaison aux protéines de liaison aux pénicillines (PLP) et surtout, de l'inhibition des activités de transpeptidases impliquées dans la synthèse du peptidoglycane, l'une des enveloppes de la paroi bactérienne. Ce peptidoglycane est composé d'un module de base répété : un disaccharide composé de N-acétylglucosamine et d'acide N-acétyl muramique. Ce second sucre est modifié par un pentapeptide, lui-même terminé par deux résidus de D-alanine (D-Ala-D-Ala). Ces unités sont ensuite reliées entre elles à l'extérieur de la membrane cytoplasmique par un groupe d'enzymes membranaires appelées transpeptidases. Les antibiotiques de la famille des bêta-lactamines présentent une parenté structurale avec le dipeptide D-Ala-D-Ala constitutif de la paroi, ce qui leur permet d'inhiber l'action des enzymes associées à la synthèse du peptidoglycane.
Ces antibiotiques agissent donc de l'extérieur de la cellule bactérienne, en se fixant sur ces protéines membranaires, aussi appelées Protéines de Liaison aux Pénicillines (PLP). Ces protéines sont des enzymes catalysant en particulier la formation des liaisons entre les chaînes peptidiques dans la paroi ou assurant le remaniement de ces chaînons. Les PLP essentielles sont capables de réactions de transpeptidation et de tranglycosylation (étape pariétale de la synthèse du peptidoglycane consistant à rattacher de nouvelles chaînes de peptidoglycane à d'autres plus anciennes). Certaines PLP sont des D, D-endopeptidases.
Les bactéries gram positives présentent une épaisse couche de peptidoglycane au contact direct du milieu extérieur, ce qui explique leur sensibilité élevée aux bêta-lactamines. Les bactéries gram négatives présentent quant à elles une membrane lipidique externe qui enveloppe le peptidoglycane. Dans ce cas, les antibiotiques doivent d'abord franchir cette barrière naturelle pour atteindre les PLP.

## Antibiotiques bêta-lactamines courants

### Pénicillines

#### Pénicillines à spectre étroit
- benzylpénicilline (pénicilline G)

structure de la pénicilline G

- phénoxyméthylpénicilline (pénicilline V)

#### Antibiotiques bêta-lactame courants résistant à la pénicillinase
- méticilline
- dicloxacilline
- flucloxacilline

#### Pénicillines à spectre moyen
- amoxicilline
- ampicilline

#### Pénicillines à spectre large
- augmentin (amoxicilline + acide clavulanique)

#### Pénicillines à spectre étendu
- pipéracilline
- ticarcilline
- azlocilline
- carbénicilline

### Céphalosporines

#### Céphalosporines de première génération
Spectre moyen.
- céfalexine
- céfalotine
- céfazoline

#### Céphalosporines de seconde génération
Spectre moyen plus activité anti-Haemophilus.
- céfaclor
- céfuroxime
- céfamandole

#### Céphamycines de seconde génération
Spectre moyen avec activité sur les bactéries anaérobies.
- céfotétan
- céfoxitine

#### Céphalosporines de troisième génération
Spectre large
- ceftriaxone
- céfixime
- céfotaxime

Spectre large, avec activité anti-Pseudomonas.
- ceftazidime
  - posologie :
    - Adulte : 2 à 4 g/j en 2 à 4 injections
    - Enfant : 50 à 100 mg/kg/j en 2 à 4 injections

#### Céphalosporines de quatrième génération
Spectre large, avec activité améliorée sur les germes Gram positifs et une stabilité face aux bêta-lactamases.
- céfépime
- cefpirome

### Carbapénèmes
Le spectre le plus large des bêta-lactames.
- imipénème en association avec la cilastatine
- méropénème
- ertapénème
- doripénème

### Monobactames
À la différence des autres bêta-lactamines, il n'y a pas d'anneau fusionné au noyau bêta-lactame. Partant, peu de probabilité de réactions croisées.
- aztréonam

### Inhibiteurs des bêta-lactamases
Aucune activité antimicrobienne, leur seul objet est d'empêcher l'inactivation des bêta-lactamines par les bêta-lactamases ; ils sont donc administrés simultanément aux antibiotiques bêta-lactamines :
- acide clavulanique ;
- tazobactam ;
- sulbactam ;
- avibactam (en).

## Effets secondaires

### Effets indésirables
S’ils sont retrouvés dans les produits laitiers, ils peuvent causer des problèmes lors de la transformation à partir de bactéries lactiques (Yaourt, fromage...).
Ce sont les antibiotiques les mieux tolérés de l'organisme mais on distingue principalement deux tissus touchés par des effets toxiques :
- effets indésirables touchant les moelle osseuse et le sang :

Via la pénicilline ou la céphalosporine, on peut retrouver :
- une anémie et une thrombopénie périphérique d'origine immuno-allergique ;
- un trouble de l'hémostase (responsable de saignements) par diminution de l'agrégation plaquettaire (causée par la ticarcilline ou la pipéracilline à fortes doses) ou par diminution de la synthèse de prothrombine par déficit en vitamine K (lié à une perturbation du microbiote intestinal par Céfamandole, Céfotétan, Céfopérazone).
- effets indésirables touchant la peau :

Les bêta-lactamines peuvent provoquer une éruption maculopapuleuse ou urticarienne (au septième jour) associée éventuellement à des adénopathies, des arthralgies et de la fièvre.
Ces complications d'origine allergique sont surtout observées avec les pénicillines (Ampicilline, Amoxicilline) et croisées (dans 5 % des cas) avec les céphalosporines.
L'ampicilline et l'amoxicilline sont contre-indiquées pour les patients présentant des affections par virus (type affections herpétiques par le virus de l'herpès humain).

### Allergie/hypersensibilité
Réaction d'hypersensibilité qui peut aller d'un simple prurit jusqu'au choc anaphylactique.

## Tableau d'efficacité
Voici un tableau d'efficacité potentiel des bêta-lactamines.
Légende :
- spectre utile ;
- non couvert ;
- intermédiaire / résistance fréquente ;
- CG+ : Cocci gram + ;
- BGN : bacilles gram négatif ;
- BG+ : Bacilles gram +.

### Bactéries aérobies
L'information du spectre d'efficacité de l'antibiotique est à titre indicatif (en particulier pour les étudiants en médecine), si vous devez prescrire des antibiotiques, veuillez vous référer aux recommandations officielles.
|          | Gram + | Gram - |
| Cocci    | Staphylocoque (cocci en amas) : - à coagulase négative - S. aureus Streptocoque (cocci en chainettes) : - pyogènes du groupe A, S. pneumoniae - autres streptocoques : groupe D (S. bovis (en))... Entérocoques : (diplocoques) - Enterococcus faecalis (ressemblent aux streptocoques) | Neisseria (2 principaux cocci gram -) - N. meningitidis (méningocoque) - N. gonorrhoeae Coccobacilles (germes en pédiatrie) : - Moraxella catarrhalis |
| Bacilles | * Listeria monocytogenes (le seul BG+ à connaitre). - Corynebacterium diphtheriae - Bacillus anthracis | Entérobactéries : - E. coli (ETEC, EPEC, EHEC), Klebsiella, Enterobacter, Serratia, - Proteus, Salmonella, Shigella, Yersinia pestis, Y. enterocolitica Autres BGN : - Campylobacter jejuni, Helicobacter pylori, Vibrio cholerae, Pasteurella, Haemophilus influenzae - HACEK (Haemophilus, Actinobacillus, Cardiobacterium, Eikenella, Kingella) - Bordetella pertussis, Legionella (intracellulaires facultatives) - morsures, griffures : Bartonella henselae, Francisella tularensis (griffe du chat) Pseudomonas (à part) |

### Bactéries anaérobies
L'information du spectre d'efficacité de l'antibiotique est à titre indicatif (en particulier pour les étudiants en médecine), si vous devez prescrire des antibiotiques, veuillez vous référer aux recommandations officielles.
|          | Gram + | Gram - |
| Bacilles | - Clostridium (principaux BG+ anaerobies) : tetani, botulinum, perfringens ; Clostridioides difficile - Cutibacterium acnes - Actinomyces | - Bacteroides fragilis (en) - Fusobacterium - morsures griffures : Pasteurella multocida (chien, anaérobie facultative) |
| Cocci    | - Peptostreptococcus sp. (en) | |

### Autres bactéries
L'information du spectre d'efficacité de l'antibiotique est à titre indicatif (en particulier pour les étudiants en médecine), si vous devez prescrire des antibiotiques, veuillez vous référer aux recommandations officielles.
| Intracellulaires | Spirochètes (bactéries hélicoïdales Gram -)                         | Mycobactéries = BAAR                                                                                     | Nocardia                                     |
| --- | ------------------------------------------------------------------- | --- | -------------------------------------------- |
| - Chlamydia (trachomatis, psittaci, pneumoniae) - Mycoplasma pneumoniae (pulmonaire) - Ureaplasma urealyticum (urogénital) - Rickettsia | - Treponema (pallidum) - Borrelia (burgdorferi = Lyme) - Leptospira | - Mycobacterium tuberculosis - Mycobacterium leprae - Mycobactéries atypiques (M. avium, M. xenopi (en)) | Pneumocystis jirovecii[Information douteuse] |

| Germes intracellulaires facultatifs | Germes intracellulaires obligatoires |
| --- | --- |
| - Bordetella pertussis : coqueluche (BGN aérobie) - Mycobacterium tuberculosis : tuberculose (mycobactérie) - Salmonella typhi : fièvre typhoïde (BGN aérobie) - Brucella sp. : brucellose (?) - Legionella pneumophila : légionellose (BGN aérobie) - Listeria monocytogenes : listériose (BG+ aérobie) - Francisella tularensis : tularémie (?) | - Mycobacterium leprae : lèpre (mycobactérie) - Rickettsia sp. : fièvre boutonneuse, typhus - Coxiella burnetii : fièvre Q - Chlamydia trachomatis : trachome, pneumopathies (intracellulaire) |

Attention aux confusions :	
- mycoplasme =/= mycobactérie
- entérocoques (CG+) =/= entérobactéries (BGN)